# Mareuil-sur-Ay
Mareuil-sur-Ay (también denominada  Mareuil-sur-Aÿ) era una comuna francesa situada en el departamento de Marne, de la región de Gran Este, que el 1 de enero de 2016 pasó a ser una comuna delegada de la comuna nueva de Aÿ-Champagne al fusionarse con las comunas de Ay y Bisseuil.

## Demografía
| Gráfica de evolución demográfica de Mareuil-sur-Ay entre 1800 y 2013 |
|                                                                      |

Los datos demográficos contemplados en este gráfico de la comuna de Mareuil-sur-Ay se han cogido de 1800 a 1999 de la página francesa EHESS/Cassini, y los demás datos de la página del INSEE.